# Solitéři
Solitéři je hudební album, na kterém různí čeští zpěváci představili písně zahraničních interpretů. Na albu se podíleli například Wabi Daněk, Jaroslav Hutka, Marta Kubišová, ale také herci Pavel Landovský, Jan Kačer a Bolek Polívka. Jsou zde například písně od Leonarda Cohena či skupin The Rolling Stones, Pink Floyd a The Velvet Underground. Album produkoval Petr Svoboda společně se svou manželkou Lucií Gažiovou.

## Seznam skladeb
1. Věra Špinarová: „Kdo zná“ („Book of Love“ – Stephin Merritt) – 2:58
2. Pavel Landovský: „Andělů chór“ („Knockin' on Heaven's Door“ – Bob Dylan) – 4:43
3. David Kraus: „Moucha brouká“ („Easy“ – Lionel Richie) – 2:56
4. Marta Kubišová: „Co bude dál“ („Someday in My Life“ – Mick Hucknall) – 3:49
5. Boleslav Polívka: „Co má stát se staň“ („If It Be Your Will“ – Leonard Cohen) – 3:36
6. David Kraus a Lucia Gažiová: „První den“ („Perfect Day“ – Lou Reed) – 4:07
7. Jan Kačer: „Cesta“ („If“ – Roger Waters) – 2:46
8. Pavla Forest: „Vyznání“ („Angie“ – Mick Jagger a Keith Richards) – 4:27
9. Marta Kubišová: „Vítej k nám“ („Ove My Shoulder“ – Paul Carrack a Mike Rutherford) – 3:45
10. Wabi Daněk: „Haleluja“ („Hallelujah“ – Leonard Cohen) – 4:54
11. Lucia Gažiová: „Osamělá dáma“ („Stand By Me“ – Jerry Leiber a Mike Stoller) – 4:15
12. Věra Špinarová, David Kraus, Boleslav Polívka a Lucia Gažiová: „Tvý touhy“ („Sunday Morning“ – Lou Reed a John Cale) – 2:54
13. Jaroslav Hutka: „Ježíšek“ („Catch the Wind“ – Donovan) – 3:25